# جيمس إف. سيمونز
جيمس إف. سيمونز هو سياسي أمريكي، ولد في 10 سبتمبر 1795 في ليتل كومبتون في الولايات المتحدة، وتوفي في 10 يوليو 1864 في جونستون في الولايات المتحدة. نشط حزبياً في حزب اليمين والحزب الجمهوري.

## مناصب
- انتخب عضو مجلس الشيوخ الأمريكي [الإنجليزية]‏ عن دائرة Rhode Island Class 1 senate seat ‏ وقد انضم خلال فترته النيابية [الإنجليزية]‏ (4 مارس 1861 – 15 أغسطس 1862) للكتلة البرلمانية حزب اليمين.
- انتخب عضو مجلس الشيوخ الأمريكي [الإنجليزية]‏ عن دائرة Rhode Island Class 1 senate seat ‏ وقد انضم خلال فترته النيابية [الإنجليزية]‏ (4 مارس 1859 – 4 مارس 1861) للكتلة البرلمانية حزب اليمين.
- انتخب عضو مجلس الشيوخ الأمريكي [الإنجليزية]‏ عن دائرة Rhode Island Class 1 senate seat ‏ وقد انضم خلال فترته النيابية [الإنجليزية]‏ (4 مارس 1857 – 4 مارس 1859) للكتلة البرلمانية حزب اليمين.
- انتخب عضو مجلس الشيوخ الأمريكي [الإنجليزية]‏ عن دائرة Rhode Island Class 2 senate seat ‏ وقد انضم خلال فترته النيابية [الإنجليزية]‏ (4 مارس 1845 – 4 مارس 1847) للكتلة البرلمانية حزب اليمين.
- انتخب عضو مجلس الشيوخ الأمريكي [الإنجليزية]‏ عن دائرة Rhode Island Class 2 senate seat ‏ وقد انضم خلال فترته النيابية [الإنجليزية]‏ (4 مارس 1843 – 4 مارس 1845) للكتلة البرلمانية حزب اليمين.
- انتخب عضو مجلس الشيوخ الأمريكي [الإنجليزية]‏ عن دائرة Rhode Island Class 2 senate seat ‏ وقد انضم خلال فترته النيابية [الإنجليزية]‏ (4 مارس 1841 – 4 مارس 1843) للكتلة البرلمانية حزب اليمين.
- انتخب عضو مجلس الشيوخ الأمريكي [الإنجليزية]‏.